# Comuna de Sławno
Sławno (polaco: Gmina Sławno) é uma gminy (comuna) na Polónia, na voivodia de Lodz e no condado de Opoczyński. A sede do condado é a cidade de Sławno.
De acordo com os censos de 2004, a comuna tem 7454 habitantes, com uma densidade 58 hab/km².

## Área
Estende-se por uma área de 128,45 km², incluindo:
- área agrícola: 76%
- área florestal: 15%

## Demografia
Dados de 30 de Junho 2004:
|                      | Total   | Total | Mulheres | Mulheres | Homens  | Homens |
| -------------------- | ------- | ----- | -------- | -------- | ------- | ------ |
|                      | pessoas | %     | pessoas  | %        | pessoas | %      |
| População            | 7454    | 100   | 3745     | 50,2     | 3709    | 49,8   |
| Densidade (pop./km²) | 58      | 100   | 29,2     | 29,2     | 28,9    | 28,9   |

De acordo com dados de 2002, o rendimento médio per capita ascendia a 1419,86 zł.

## Comunas vizinhas
- Białaczów, Inowłódz, Mniszków, Opoczno, Paradyż, Tomaszów Mazowiecki